# Roman Bednář
Roman Bednář (Praga, Checoslovaquia, 26 de marzo de 1983) es un futbolista checo, se desempeña como delantero y actualmente juega en el West Bromwich Albion de la Premier League inglesa.

## Clubes
| Club                 | País            | Años        |
| -------------------- | --------------- | ----------- |
| FK Mladá Boleslav    | República Checa | 2002 - 2005 |
| Hearts FC            | Escocia         | 2005 - 2007 |
| West Bromwich Albion | Inglaterra      | 2007 - 2010 |
| Leicester City       | Inglaterra      | 2010        |
| MKE Ankaragücü       | Turquía         | 2010 - 2011 |
| West Bromwich Albion | Inglaterra      | 2011 -      |

## Palmarés
Hearts FC
- Copa de Escocia: 2006

- Datos: Q540813
- Multimedia: Roman Bednář / Q540813